# Had Kourt
Had Kourt (en àrab حد كرت, Ḥad Kurt; en amazic ⵃⴷⴷ ⴽⵓⵔⵜ) és un municipi de la província de Sidi Kacem, a la regió de Rabat-Salé-Kenitra, al Marroc. Segons el cens de 2014 tenia una població total de 7.843 persones.